# Maria Emilie Snethlage
Maria Emilie Snethlage   (Gransee, 13 d'abril de 1868 - Porto Velho, 25 de novembre de 1929) va ser una naturalista i ornitòloga alemanya-brasilera, que va treballar a la fauna de l'Amazones. Snethlage va recol·lectar a Brasil des de 1905 fins a la seva mort.

## Biografia
Maria Emilie Snethlage havia nascut a Kraatz, prop de Gransee (Alemanya), i es va educar privadament a la casa paterna del Rev. Emil Snethlage. L'any 1900, després de treballar per anys com a governanta, va estudiar Història natural. Snethlage va obtenir un doctorat en Filosofia Natural, i va ser assistent zoològic del Museu d'Història natural de Berlín abans de ser contractada per Emílio Goeldi pel Museu d'Història natural de Belém per recomanació del Dr. A. Reichenow. El seu treball en l'Amazones brasiler la va portar a Acre i a altres remotes regions.
Va passar a ser la directora del Museu Paraense Emílio Goeldi, després del decés del botànic Jacques Hüber (1867-1914), entre 1914 i 1922. Va escriure el Catalogo das Aves Amazônicas (1914). Snethlage va ser nomenada membre honorari de la Unió de Ornitòlegs Britànics' l'any 1915. A partir de l'any 1921 va passar al Museu Nacional de Brasil de Rio de Janeiro, com a "naturalista viatjant".
Va continuar els seus estudis de l'avifauna brasilera amb visites de camp a Mines Gerais, Maranhão, Ceará, Espírito Santo, Santa Catarina, Paraná, São Paulo, i la selva Amazónica.
Va morir d'un atac cardíac a Porto Velho, en el riu Madeira, mentre estava en una excursió científica. En la seva última carta, amb prou feines abans del seu decés, Snethlage va esmentar una trobada amb la recol·lectora de papallones anglesa Margaret Fountaine.

## Epònims
Zoologia
- cotorra de Madeira Pyrrhura snethlageae, descrita com a nova per a la ciència l'any 2002, es va nomenar en el seu honor

Botànica
- (Apocynaceae) Aspidosperma snethlagei Markgr.[2]
- (Araceae) Monstera snethlagei K.Krause[3]
- (Caesalpiniaceae) Swartzia snethlageae Ducke[4]
- (Nyctaginaceae) Guapira snethlagei (Standl.) Lundell[5]
- (Piperaceae) Piper snethlagei Yunck.[6]

## Algunes publicacions
- 1905 - Ueber die Frage vom Muskelansatz und der Herkunft der Muskulatur bei den Arthropoden. Zoologische Jahrbücher. vol. 21. Abteilung für Anatomie
- 1906 - Ueber brasilianische Voegel. Ornithologische Monatsberichte, 14:9
- 1906 - Einige Bemerkungen ueber Ypocnemis vidua Hellm. und Phlogopsis paraensis Hellm. Ornithologische Monatsberichte, 14:9-3l
- 1906 - Ein neuer Zwergspecht. Ornithologische Monatsberichte, 14:59-60
- 1906 - Ueber unteramazonische Voegel. J. für Ornithologie, 1906:407-4ll, 519-527; 1907:283-299
- 1907 - Neue Vogelarten aus Südamerika. Ornithologische Monatsberichte., 15:160- 164, 193-196
- 1908 - Eine Vogelsammlung vom Purus, Brasilien. J. für Ornithologie, 1908:7-24
- 1908 - Ornithologisches von Tapajoz und Tocantins. J. für Ornithologie, 1908:493-539
- 1908 - Sobre uma collecção de aves do Rio Purus. Bol. Museu Goeldi, 5:43-78
- 1908 - Novas espécies de aves amazônicas das collecções do Museu Goeldi. Bol. Museu Goeldi, 5:437-448
- 1908 - Novas espécies de peixes amazônicos das collecções do Museu Goeldi. Bol. Museu Goeldi, 5:449-455
- 1908 - Bibliographia zoológica. Bol. Museu Goeldi, 5:463-47l
- 1909 - Sobre a distribuição da avifauna campestre na Amazônia. Bol. Museu Goeldi, 6:226-235
- 1909 - Berichtigung. Orn. Monatsberichte, 18:192.
- 1910 - Zur Ethnographie der Chipaya und Curuahé. Zeitschrift für Ethnologie, : 612-637
- 1910 - Neue Vogelarten aus Amazonien. Ornithologische Monatsberichte, 20:153- 155
- 1912 - A travessia entre o Xingu e o Tapajoz. Bol. Museu Goeldi, 7:49-92
- 1912 - Vocabulario comparativo dos Indios Chipayas e Curuahé. Bol. Museu Goeldi, 12:93-99
- 1913 - A travessia entre o Xingú e o Tapajoz . Pará, Brazil: E. Lohse & Cia.
- 1913 - Ueber die Verbreitung der Vogelarten in Unteramazonien. J. für Ornithologie 1913: 469-539
- 1914 - Neue Vogelarten aus Amazonien. Ornithologische Monatsberichte 22:39-44
- 1914 - Catálogo das Aves Amazônicas. Boletim do Museu Paraense Emílio Goeldi de Historia Natural e Etnografia, 8: 1-530
- 1917 - Nature and Man in Eastern Pará, Brasil. The Geographical Review (New York), 4(1): 4l-50
- 1920-1921 - Die Indianerstaemme am mittleren Xingu. Zeitschrift für Ethnologie : 395-427
- 1923 - Oribatídeos Brasileiros (Uebersetzung der Arbeit, von Dr. Max Sellnick). Archivos Mus. Nacional 24:283-300
- 1924 - Neue Vogelarten aus Nordbrasilien. J. für Ornithologie: 446-450
- 1924 - Informações sobre a avifauna do Maranhão, Bol. Mus. Nacional 1: 219-223
- 1924 - Novas especies de aves do NE do Brasil. Bol. Mus. Nacional :407-412
- 1925 - Neue Vogelarten aus Nordbrasilien. J. für Ornithologie, 73:264-274
- 1925 - Die Flüsse Iriri und Curuá im Gebiete des Xingu. Zeitschrift der Gesellschaft für Erdkunde zu Berlin, : 328-354
- 1925 - Resumo de trabalhos executados na Europa de 1924-1925. Bol. Mus. Nacional, 2 (6): 35-70
- 1926 - Uma nova espécie de Dendrocolàptid no interior do Brasil. Bol. Mus. Nacional, 3(3): 59-60
- 1926 - Algumas observações sobre pássaros raros e pouco conhecidos do Brasil, Bol. Mus. Nacional, 3(3): 6l-64
- 1927 - Bemerkungen ueber einige wenig bekannte Formicariiden aus Süd- und Mittelbrasilien. J. für Ornithologie, :37l-374
- 1927 - Ein neuer Cuculidae aus Südbrasilien. Ornithologische Monatsberichte, 35(3): 80-82
- 1928 - Novas espécies e subespécies de aves do Brasil Central. Bol. Mus. Nac. 4(2): 1-7